# Человек-паук Нуар
Челове́к-пау́к Нуа́р (англ. Spider-Man Noir) или просто Челове́к-пау́к (англ. Spider-Man), настоящее имя Пи́тер Па́ркер (англ. Peter Parker) — вымышленный персонаж, супергерой, появляющийся в комиксах, опубликованных Marvel Comics.
Являясь частью вселенной Marvel Noir, эта альтернативная версия Человека-паука представляет собой более тёмный взгляд на персонажа. Неопытный, но идеалистический ученик уважаемого, но обеспокоенного репортёра в 1933 году, во время Великой депрессии, Питер Паркер был случайно укушен незаконно импортированным и очень ядовитым пауком, тайно расследуя контрабанду кольца древних статуй пауков. Вместо того, чтобы убить его, укус дал ему сверхчеловеческие способности, подобные способностям паука. Используя свои новые способности, Паркер начинает вести единоличную войну против преступного мира в Нью-Йорке как жестокая и опасная версия Человека-паука, отчасти чтобы отомстить за смерть своего дяди Бена Паркера и его наставника, Бена Уриха, от рук главного криминального правителя города, Нормана Озборна.
С момента своего появления персонаж появлялся в многочисленных адаптациях, включая анимационный фильм «Человек-паук: Через вселенные», где его озвучил Николас Кейдж.

## История публикации
Персонаж, созданный писателями Дэвидом Хайном, Фабрисом Сапольским и художником Кармине ди Джандоменико, впервые появился в первом сольном номере в феврале 2009 года. Это была первая часть из четырёх выпусков мини-сериала.

## Биография
Во вселенной нуара Дядя Бен был военным пилотом и героем Первой мировой войны, а Норман Озборн являлся криминальным боссом по имени Гоблин. Он скармливает Бена Паркера Стервятнику, у которого развит вкус к человеческой плоти.
Урих встречается с Питером Паркером во время речи Питера Мэй Паркер в центральном парке. Социалистический слог слов тёти Мэй плохо сочетается с «Принудителями», и Урих был вынужден вмешаться, чтобы предотвратить серьёзные травмы для Питера и Мэй. Впоследствии Урих берёт Питера под своё крыло. Урих Бэн рассказывает Питеру в клубе Чёрной Кошки, что его дядю съел Стервятник и помогает ему устроиться работать в The Daily Bugle. После того, как Питер по ошибке получает подсказку, предназначенную для Паука, первый отправляется на склад, где люди Гоблина разгружают украденный антиквариат. Особым антиквариатом была статуя паука, которая раскрывается и выпускает орду пауков. Один из них кусает Питера и последний теряет сознание. Теряя сознание, он увидел гигантского паука, который обещает, что он не пострадает, если его намерения чисты.
Проснувшись, Питер обнаружил, что обладает сверхспособностями паукообразных. Надев маску, Питер встретился с Норманом Озборном в своем доме и пытается заставить его отказаться от власти над городом. Однако Питер был потрясён, обнаружив Уриха, который, как выяснилось, работал на Озборна, скрывая все информации о боссе мафии. Разозлившись, Питер покидает Уриха. Вернувшись домой, Питер создал костюм на основе униформы лётчика эпохи первой мировой войны своего дяди и стал бдительным Человеком-пауком. Питер позже вернулся в квартиру Уриха, за помощью. Однако Питер находит в квартире Уриха его труп. Позже в квартиру Уриха приехала полиция, которая рассматривала разные версии убийства Уриха, но ни одна из них не была верной. По дороге домой Паркера встретил один из людей Фелиции Харди — владелец клуба Чёрной Кошки — которая прознала о смерти Уриха и хотела об этом поговорить с Паркером лично. Фелиция рассказывает Питеру, что Урих отдал ей весь свой компромат и просил её отдать их Паркеру, если с ним что-то случится.
В это время Озборн похищает редактора Джеймисона и Хамелеон занимает его место. Хамелеон в облике Джеймсона заходит в квартиру Урича и стреляет в него, не подозревая, что Фелиция была свидетелем убийства. Харди идет в офис  Daily Bugle  и убивает Хамелеона, оставляя его тело для обнаружения Человеку-пауку незадолго до прибытия полиции. Человек-паук убегает от полиции и возвращается к себе домой, где он убивает Стервятника, чтобы отомстить ему за дядю Бэна и спасти тётю Мэй. Несмотря на спасение его тети, Мэй начала ругать его за убийство Стервятника, поскольку он мог остановить его своими силами. Питер просит прощения и уходит.
Человек-паук позже выслеживает Озборна и противостоит ему, избивая всех его приспешников по очереди. Во время их боя выясняется, что Озборн — бывший урод цирка уродов, который скрывает своё гоблиноподобное лицо за одной из масок Хамелеона и ненавидел весь мир, за то что он не принял его таким, какой он есть. Человек-паук отказывается убивать Озборна, вспоминая слова тёти Мэй, что люди не должны убивать других людей, как животные. После этого появляется зараженное пауками и едва живое тело Крэйвена, которое и нападает на Гоблина, убивая его.
Позже, Человек-паук посещает Фелисию, которая рассказывает, что она когда-то имела отношения с Гоблином. Человек-паук снимает свою маску, показывая себя Питером Паркером перед ней. Питер вручает ей фотографию, которую Урих имел в своих файлах (ранее его и Фелиции). Затем Человек-паук выпрыгивает из окна и улетает, оставляя Фелицию позади.

## Силы и способности
Это воплощение Человека-паука имеет схожие силы, что и его классическая версия: сверхсила, скорость, рефлексы, прочность кожи и ловкость, пропорциональные пауку, наряду с шестым чувством, которое предупреждает его об опасности, также известной как «Паучье чутьё» и способность стрелять органической паутиной с его запястий. В отличие от традиционного Человека-паука, его паутина не может вылетать на большое расстояние, поэтому для перемещения по городу полагается на сверхчеловеческую ловкость, а свою паутину он использует в основном только в бою. Также он не имеет способности прилипать к стенам. Нуарный человек-паук имеет множество информаторов во многих бандах города. (Тем не менее, впоследствии он получил способность ползать по стенам и летать на паутине, как и остальные пауки).
Стиль боя данного Человека-паука гораздо более жестокий, чем у классического, и подразумевает использование огнестрельного оружия, что часто приводит к осознанным убийствам особо опасных преступников.

### Оборудование
Костюм и экипировка отличаются от оригинала, особенно костюм, который состоит из переделанной униформы лётчика первой мировой войны, принадлежавшей дяде Бену; Основным аспектом костюма является маска, изготовленная с использованием головного убора и очков лётчика, а костюм, имеющий вшитый кевларовый жилет, может выдержать пули и взрывы. Он показал, что он является опытным стрелком, хорошо владеет огнестрельным оружием, а также использует различные виды оружия, включая револьвер и пистолет-пулемет, чтобы наносить серьёзные ранения или даже убивать преступников.

## Вне комиксов

### Телевидение
- В мультсериале «Мстители, общий сбор!» в серии «Планета Дума» костюм Слингера почти безупречно напоминает костюм Человека-паука Нуара. Эта версия Человека-паука является членом Защитников, группы боевиков, выступающих против Доктора Дума, который изменил историю и покорил мир. Слингер работает вместе с Меченым (Клинтом Бартоном) и Соколом (Сэм Уилсон), которые ожидают явления своего предсказанного спасителя, Бога Грома Тора. После поражения Дума реальность возвращается к нормальной жизни, и Слингер вновь становится Человеком-пауком.
- Человек-паук Нуар появляется в третьем сезоне мультсериала Великий Человек-паук, озвученный Майло Вентимилья. В третьем сезоне под названием «Великий Человек-паук: Паутинные Воины», показывают различные версии Человека-паука, в том числе Человека-паука Нуара. В эпизоде "Паучья Вселенная: Часть 2", после того, как Зеленый гоблин появляется в реальности Нуара для сбора ДНК этого Человека-паука, он сталкивается как с «Нуаром», так и с «Классическим» Человеком-пауком, который последовал за Гоблином в эту вселенную. Нуар вынужден работать вместе со своим коллегой после того, как Зелёный Гоблин захватил дирижабль, взяв в заложники группу мирных жителей, включая Мэри Джейн. В то время как Классический Человек-Паук спасает заложников, Человек-Паук Нуар сражается с Гоблином самостоятельно, но Гоблину удаётся взять его ДНК и уйти. Человек-паук Нуар признаёт как перед своим двойником из параллельной вселенной, так и перед Мэри Джейн, что должен отказаться от работы в одиночку. Персонаж возвращается в четвёртом сезоне под названием «Великий Человек-Паук против Зловещей Шестёрки» в серии "Возвращение в Паучью Вселенную: Часть 3".
- В 2023 году стало известно, что Amazon разрабатывает сольный сериал про Человека-паука Нуара — «Паук-Нуар». Орен Узил написал сценарий, а Фил Лорд и Кристофер Миллер выступают продюсерами проекта[6]. Роль Человека-паука исполнит Николас Кейдж; в данной версии им будет не Питер Паркер.

### Кино
- Человек-паук Нуар появляется в мультфильме «Человек-паук: Через вселенные», озвученный Николасом Кейджем[7]. Он попадает во вселенную Майлза вместе с остальными людьми-пауками из других миров.
- В фильме КВМ «Человек-паук: Вдали от дома» был показан костюм-невидимка, который в точности похож на костюм Человека-паука Нуара[8].

### Видеоигры
- Человек-паук Нуар появляется в качестве игрового персонажа в игре «Spider-Man: Shattered Dimensions», озвученный Кристофером Даниэлем Барнсом. Его реальность — это одно из четырёх альтернативных измерений, засеянных кусочками Скрижали Порядка и Хаоса[9]. Человек-Паук может прятаться в тенях, чтобы совершать скрытые атаки на врагов. После поражений нуарных версий Кувалды, Стервятника и Зелёного гоблина, он вместе с другими тремя людьми-пауками телепортируются в их местоположение Мадам Паутины, чтобы сразиться с Мистерио, который поглотил Скрижаль и фактически стал богом. После поражения Мистерио, Нуар и другие люди-пауки возвращаются в свои реальности. В отличие от комикса, здесь он не использует огнестрельное оружие, паутина вылетает на большее расстояние, и он может ползать по стенам (это объяснено вмешательством Мадам Паутины).
- Костюм Человека-паука Нуар доступен в игре The Amazing Spider-Man 2[10].
- Костюм Человека-паука Нуар был доступен в качестве альтернативного костюма для Человека-паука в Marvel Heroes.
- Человек-паук Нуар появляется как разблокируемый игровой персонаж в «Spider-Man Unlimited». Также появляются Доктор Осьминог Нуар и Песочный человек Нуар в качестве злодеев боссов.
- Человек-паук Нуар появился как разблокируемый игровой персонаж в  Marvel: Avengers Alliance .
- Человек-паук Нуар появляется как разблокируемый игровой персонаж в  Lego Marvel Super Heroes 2 .
- Костюм Человека-паука Нуар доступен в качестве альтернативного костюма для Человека-паука в игре Spider-Man.